# MixFM's Official Top 20 (Líbano)
MixFM's Official Top 20 é uma parada do Líbano com as 20 músicas mais executadas na semana.